# Falęcin (województwo warmińsko-mazurskie)
Falęcin – uroczysko, dawna miejscowość mazurska położona w województwie warmińsko-mazurskim, w powiecie piskim, w gminie Biała Piska.
Powstała w ramach kolonizacji Wielkiej Puszczy w komturstwie piskim. Wcześniej był to obszar Galindii.
Wieś ziemiańska, dobra służebne w posiadaniu drobnego rycerstwa (tak zwani wolni, ziemianie w języku staropolskim), z obowiązkiem służby rycerskiej (zbrojnej).
W wieku XV i XVI wieś zapisywana pod nazwami: Fallenczien, Valentzin i należała do parafii w Piszu.
Dobra Falęcin wymieniane były po raz pierwszy w dokumencie nadania ziemi w Pogorzeli Małej (1484 r.). Dokument lokacyjny dla Falęcina nie zachował się. Kolejna wzmianka o Falęcinie pojawia się w 1515 r., kiedy to prokurator piski Jerzy von Kolbitz sprzedał braciom Maciejowi i Janowi ze wsi Szkody „tyle łanów ile da się wymierzyć”. Było to 8 łanów bez obowiązku służby zbrojnej.
W latach 1975–1998 Falęcin położony był w województwie suwalskim.